# Сушков, Владимир Петрович
Сушко́в Влади́мир Петро́вич — российский рэндзист, чемпион мира (2009, 2017), неоднократный победитель командных чемпионатов мира в составе сборной России (2000, 2004, 2006).

## Биография
Окончил физический факультет Санкт-Петербургского государственного университета.
В 1999 году стал серебряным призёром чемпионата России по рэндзю, затем в 2001, 2007, 2009 становился чемпионом России по рэндзю. На чемпионатах мира неоднократно становился серебряным призёром (2001, 2003, 2005, 2019), завоевав звание чемпиона мира в 2009 году и повторно став чемпионом в 2017. На чемпионате мира в 2013 завоевал бронзовую медаль.